# Jurtjyrkogården (film, 1989)
Jurtjyrkogården (originaltitel: Pet Sematary) är en amerikansk skräckfilm från 1989 efter Stephen Kings bok med samma namn. Filmen regisserades av Mary Lambert. Filmmanuset är skrivet av Stephen King som även gör en cameomedverkan i en obetydlig roll.
Filmen spelades in i Kings hemstat Maine. Den fick en uppföljare 1992, Jurtjyrkogården 2, och har sedermera givits ut på DVD i Sverige under den engelska originaltiteln.

## Handling
Louis Creed är en man som verkar ha allt. När han och hans familj flyttar från storstadsbullret i Chicago till ett stort och vackert hus på landet verkar allt falla på plats. Snabbt blir de vänner med den enda grannen i området, en gammal men vital man vid namn Jud. Det enda bekymret är den motortrafikerade vägen som ligger alldeles intill huset och där lastbilar dundrar förbi dag som natt.
När dottern Ellie av en slump upptäcker en stig i skogen bakom huset så ger sig hela familjen iväg för att se vart den leder, guidade av Jud. Stigen tar dem till en djurkyrkogård, byggd av traktens barn i generationer. Snart slutar lyckan att le mot Louis och hans familj.

## Rollista (i urval)
| Dale Midkiff    | – Louis Creed     |
| Fred Gwynne     | – Jud Crandall    |
| Denise Crosby   | – Rachel Creed    |
| Brad Greenquist | – Victor Pascow   |
| Michael Lombard | – Irwin Goldman   |
| Miko Hughes     | – Gage Creed      |
| Blaze Berdahl   | – Ellie Creed     |
| Susan Blommaert | – Missy Dandridge |
| Mara Clark      | – Marcy Charlton  |
| Kavi Raz        | – Steve Masterton |